# Joseph (Familienname)
Joseph ist ein deutscher und englischer Personenname. Zu Herkunft und Bedeutung siehe Josef.

## A
- Albrecht Joseph (1901–1991), deutschamerikanischer Theater- und Filmschaffender
- Allen Joseph (1919–2012), US-amerikanischer Schauspieler
- Alzarri Joseph (* 1996), antiguanischer Cricketspieler der West Indies
- Amber Joseph (* 1999), britisch-barbadische Radsportlerin
- Anthony Joseph (* 1966), trinidadisch-britischer Schriftsteller und Musiker
- Antonio Joseph (Politiker) (1846–1910), US-amerikanischer Politiker
- Antonio Joseph (Fußballspieler) (* 1996), lucianischer Fußballspieler
- Artur Joseph (1897–1983), deutscher Schriftsteller und Journalist
- Aubrey Joseph (* 1997), US-amerikanischer Rapper und Schauspieler

## B
- Belmar Joseph (* 2005), US-amerikanisch-haitianischer Fußballspieler
- Betty Joseph (1917–2013), britische Psychoanalytikerin
- Bradley Joseph (* 1965), US-amerikanischer Musiker
- Brian D. Joseph (* 1951), US-amerikanischer Sprachwissenschaftler

## C
- Carl Joseph (* 1988), barbadischer Fußballspieler
- Cassius Joseph (* 1998), lucianischer Fußballspieler
- Charles Joseph (* 1952), trinidadischer Leichtathlet
- Chief Joseph (1871–1904), Häuptling der Nez Percé
- Chris Joseph (* 1969), kanadischer Eishockeyspieler
- Claude Joseph, haitianischer Politiker
- Claudette Joseph, grenadische Politikerin und Rechtsanwältin
- Cory Joseph (* 1991), kanadischer Basketballspieler
- Curdel Joseph (* 1997), dominicanischer Fußballspieler
- Curtis Joseph (* 1967), kanadischer Eishockeytorhüter

## D
- Dagobert Joseph (1863–1923), deutscher Architekt
- Daniel D. Joseph (1929–2011), US-amerikanischer Ingenieur
- Darlina Joseph (* 2003), haitianische Fußballspielerin
- Daryl Joseph (* 1966), antiguanischer Boxer
- Don Joseph (1923–1994), US-amerikanischer Jazzmusiker

## E
- Émile Joseph-Rignault (1874–1962), französischer Maler, Kunstsammler und Mäzen
- Ernst Jean-Joseph (1948–2020), haitianischer Fußballspieler
- Esther Elo Joseph (* 2003), nigerianische Sprinterin
- Esthericove Joseph (* 2003), haitianische Fußballspielerin
- Eugen Joseph (1879–1933), deutscher Chirurg und Urologe
- Eugene Joseph (* 1958), indischer Geistlicher, Bischof von Varanasi

## F
- Fabian Joseph (Eishockeyspieler) (Fabian Gerard Joseph; * 1965), kanadischer Eishockeyspieler und -trainer
- Fabian Joseph (Fußballspieler) (* 1985), lucianischer Fußballspieler
- Fabiano Joseph (* 1985), tansanischer Langstreckenläufer
- Fitzgerald Joseph (* 1967), belizischer Radrennfahrer
- Flavius Josephus (37/38–nach 100), römischer Historiker
- Fred Joseph (1911–1943), deutscher Pfadfinder

## G
- G. Anthony Joseph, Schauspieler
- Gémima Joseph (* 2001), französische Sprinterin
- Georg Joseph (um 1620–um 1668), deutscher Kirchenkomponist
- Gérard Joseph (* 1949), haitianischer Fußballtorwart
- Gerhard J. Joseph (1931–2021), US-amerikanischer Literaturwissenschaftler
- Greg Joseph (* 1994), südafrikanischer Footballspieler
- Gustav Joseph (Mediziner) (1828–um 1891), deutscher Mediziner, Anthropologe und Zoologe
- Gustav Joseph (Kaufmann) (1901–1995), deutscher Kaufmann

## H
- Hans-Jürgen Joseph (* 1950), deutscher Jurist
- Heinrich Joseph (1875–1941), österreichischer Zoologe und Anatom
- Helen Joseph (Puppenspielerin) (1888–1978), US-amerikanische Puppenspielerin
- Helen Joseph (Aktivistin) (1905–1992), südafrikanische Apartheidgegnerin und Schriftstellerin
- Hermann Joseph (1811–1869), deutscher Jurist und Politiker

## J
- Jackie Joseph (* 1933), US-amerikanische Schauspielerin
- Jacques Joseph (1865–1934), deutscher Chirurg
- Jamal Joseph (* um 1953), US-amerikanischer Drehbuchautor, Regisseur und Filmproduzent
- James Joseph (* 1957), guyanischer Radrennfahrer
- Jamie Joseph (* 1969), neuseeländischer Rugby-Union-Spieler
- Janice Joseph, US-amerikanische Kriminologin
- Jason Joseph (* 1998), Schweizer Leichtathlet
- Jasper Joseph (* 1982), deutscher Schauspieler, Regisseur, Produzent und Drehbuchautor
- Jenny Joseph (1932–2018), britische Dichterin und Prosaautorin
- Jetty Joseph (* 1980), indische Leichtathletin
- Jocelyn Joseph (* 1964), antiguanische Leichtathletin
- John Joseph, Alternativname von John Furia (1929–2009), US-amerikanischer Drehbuchautor und Fernsehproduzent
- John Joseph (Bischof) (1932–1998), pakistanischer Geistlicher, Bischof von Faisalabad
- John Joseph (Sänger) (* 1962), US-amerikanischer Sänger und Autor
- John C. Joseph, US-amerikanischer Filmproduzent und Filmregisseur
- Jonathan Joseph (* 1991), englischer Rugby-Union-Spieler
- Jonathan Joseph-Augustin (* 1981), französischer Fußballspieler
- Josephine Joseph (* 1913), österreichische Schauspielerin
- Julian Joseph (* 1966), britischer Musiker und Musikjournalist

## K
- Karl-Heinz Joseph (1954–2007), deutscher Politiker (SPD)
- Keith Joseph (1918–1994), britischer Anwalt und Politiker
- Kennijah Joseph (* 2000), vincentischer Fußballspieler
- Kerby Joseph (* 2000), US-amerikanischer American-Football-Spieler
- Kimberley Joseph (* 1973), australische Schauspielerin
- Kirk Joseph (* 1961), US-amerikanischer Jazzmusiker
- Kurt Joseph (1894–1944), deutscher Jurist

## L
- Lauren Joseph (* 1990), südafrikanische Schauspielerin
- Lenny Joseph (* 2000), französischer Fußballspieler
- Leo Joseph (* 1958), australischer Ornithologe
- Lester Joseph (* 1993), lucianischer Fußballspieler
- Liksy Joseph (* 1990), indische Siebenkämpferin
- Linval Joseph (* 1988), US-amerikanischer American-Football-Spieler
- Louisy Joseph (* 1978), französische Popsängerin
- Ludwig Joseph (1865–1926), deutscher Jurist und Anwalt

## M
- Maika Joseph (1915–1971), deutsche Schauspielerin und Kabarettistin
- Malcolm Joseph (Malcolm Anthony Joseph, * 1993), dominicanischer Fußballspieler
- Manu Joseph (* 1974), indischer Schriftsteller
- Marcus Joseph (* 1991), Fußballspieler aus Trinidad und Tobago
- Margie Joseph (* 1950), US-amerikanische Sängerin
- Mario Joseph (1963–2025), haitianischer Jurist
- Martin Joseph (1879–1943), deutscher Rabbiner
- Mathieu Joseph (* 1997), kanadischer Eishockeyspieler
- Max Joseph (Mediziner) (1860–1932/1933), deutscher Dermatologe
- Max Joseph (Schauspieler) (* 1982), amerikanischer Schauspieler, Produzent und Autor
- Mercy Joseph (* 1992), kenianische Badmintonspielerin
- Merlin Joseph (* 1989), indische Leichtathletin
- Michael Joseph (Verleger) (1897–1958), englischer Autor und Verleger
- Michael Joseph (Autor) (* 1973), deutscher Autor
- Michael Joseph (Segler) (* 1974), Segler von den Cayman Islands
- Michael Joseph (Leichtathlet) (* 2002), Leichtathlet aus St. Lucia
- Michael Joseph (Schiedsrichter), vanuatuischer Fußballschiedsrichter
- Mii Joseph (* 1988), Fußballspieler von den Cook-Inseln
- Miles Joseph (* 1974), US-amerikanischer Fußballspieler
- Mitchell Joseph (* 1986), dominicanischer Fußballspieler
- Molwyn Joseph (* vor 1969), Politiker aus Antigua und Barbuda

## N
- Nafisa Joseph (1978–2004), indisches Model

## P
- Papa John Joseph (1877–1965), US-amerikanischer Jazzbassist
- Paterson Joseph (* 1964), britischer Schauspieler
- Patrick Joseph (* 1998), fidschianischer Fußballspieler
- Paul Joseph (1849–1923), deutscher Numismatiker
- Peter Joseph (Künstler) (* 1929), britischer Künstler
- Peter Joseph (* 1979), US-amerikanischer Filmregisseur
- Pierre de Saint-Joseph (1594–1662), französischer Zisterzienser, Theologe und Philosoph
- Pierre-Olivier Joseph (* 1999), kanadischer Eishockeyspieler

## R
- Raejae Joseph (* 1997), Fußballspieler der Amerikanischen Jungferninseln
- Rakeem Joseph (* 2000), Fußballspieler der Amerikanischen Jungferninseln
- Rayappu Joseph (1940–2021), sri-lankischer Geistlicher, Bischof von Mannar
- Restituta Joseph (* 1971), tansanische Langstreckenläuferin
- Richard Joseph (1953–2007), britischer Musiker und Tontechniker
- Rince Joseph (* 2002), indischer Sprinter
- Rogail Joseph (* 2000), südafrikanische Hürdenläuferin
- Rolf Joseph (1920–2012), deutscher Verfolgter des Naziregimes und Zeitzeuge
- Romel Joseph (1959–2015), haitianischer Geiger
- Ronald Joseph (* 1944), US-amerikanischer Eiskunstläufer
- Rudolf Joseph (1893–1963), deutscher Architekt
- Rudolph S. Joseph (1904–1998), deutschamerikanischer Filmhistoriker und Filmproduzent

## S
- Sajeesh Joseph (* 1987), indischer Mittelstreckenläufer
- Samuel Joseph (1791–1850), britischer Bildhauer
- Sebastian Joseph-Day (* 1995), US-amerikanischer American-Football-Spieler
- Shahadi Wright-Joseph (* 2005), US-amerikanische Schauspielerin, Sängerin und Tänzerin
- Shalrie Joseph (* 1978), grenadischer Fußballspieler
- Shamar Joseph (* 1999), Cricketspieler der West Indies
- Shane Joseph (* 1981), kanadischer Eishockeyspieler
- Shwendesky Joseph (* 1997), haitianische Fußballspielerin
- Siegbert Joseph (1894–1944), deutscher Gynäkologe
- Simon Joseph, australischer Maskenbildner
- Steven Joseph-Monrose (* 1990), französischer Fußballspieler
- Stijn Joseph (* 1987), belgischer Radrennfahrer
- Sunai Joseph (* 1998), Fußballspieler der Cookinseln

## T
- Tabita Joseph (* 2003), haitianische Fußballspielerin
- Terris Joseph (* 1998), vincentischer Fußballspieler
- Travist Joseph (* 1994), dominicanischer Fußballspieler
- Tyler Joseph (* 1988), US-amerikanischer Musiker und Singer-Songwriter

## V
- Vivian Joseph (* 1948), US-amerikanische Eiskunstläuferin

## W
- Waldren Joseph (Frog Joseph; 1918–2004), US-amerikanischer Jazzposaunist
- William Joseph (Gouverneur), Gouverneur der Province of Maryland
- William Joseph (Footballspieler) (* 1979), US-amerikanischer American-Football-Spieler
- William Joseph (Musiker), US-amerikanischer Musiker